# Cornelius Lehane
Pour les articles homonymes, voir Lehane.
Cornelius Lehane, appelé également Con Lehane, né un 7 août (sans que l'année soit précisée) à New Rochelle, dans l'État de New York, aux États-Unis, est un écrivain américain, auteur de roman policier.

## Biographie
Il passe son enfance et son adolescence dans les banlieues de New York. Il fait des études à l'université Columbia, où il obtient une maîtrise en écriture. Il travaille ensuite comme professeur de lycée, barman, puis comme cadre syndical de la National Education Association.
En 2002, il publie son premier roman, Prends garde au buveur solitaire (Beware the Solitary Drinker), dans lequel il met en scène Brian McNulty, un barman de nuit.

## Œuvre

### Romans

#### SérieBrian McNulty
- Beware the Solitary Drinker (2002) Publié en français sous le titre Prends garde au buveur solitaire, Paris, Payot & Rivages, coll. « Rivages/Noir » no 431 (2002)  (ISBN 2-7436-0932-X)
- What Goes Around Comes Around (2005) Publié en français sous le titre Qui sème le vent…, Paris, Payot & Rivages, coll. « Rivages/Noir » no 656 (2007)  (ISBN 978-2-7436-1707-3)
- Death at The Old Hotel (2007) Publié en français sous le titre Les Fantômes du vieil hôtel, Paris, Payot & Rivages, coll. « Rivages/Noir » no 793 (2010)  (ISBN 978-2-7436-2147-6)

#### SérieRay Ambler et Mike Cosgrove
- Murder at the 42nd Street Library (2016)
- Murder in the Manuscript Room (2017)
- Murder Off the Page (2019)
- Murder by Definition (2022)